# Chondrosteosaurus
Chondrosteosaurus là một chi khủng long, được Owen mô tả khoa học năm 1876.